# Топчий, Леонид Иванович
Леони́д Ива́нович Топчи́й (укр. Леонід Іванович Топчій; 10 (23) марта 1913, Харьков, Харьковская губерния, Российская империя — 24 сентября 1974, Казань, Татарская АССР, РСФСР, СССР) — советский поэт, писатель, журналист, переводчик.
Окончил Харьковское художественное училище. Сменив несколько работ и набравшись трудового опыта, пришёл в литературу, писал стихи на русском языке, издал два сборника стихов. Являлся членом Союза советских писателей, был заведующим сектором харьковского отделения Союза писателей Украинской ССР, активно публиковался в периодической печати. После начала Великой Отечественной войны отказался эвакуироваться и остался в городе, который вскоре был оккупирован немцами. В 1941—1943 годах работал в газете «Нова Україна», издававшейся при оккупационных властях, но постепенно потерял доверие редакции. После освобождения Харькова советскими войсками в 1944 году репрессирован, отсидел десять лет в ГУЛАГе, где потерял глаз. В 1954 году оказался в Казани, где продолжил заниматься литературной деятельностью. Выпустил несколько сборников стихов, занимался переводами произведений татарских писателей. В творчестве Топчия особенно явно выделяется военная лирика, в своих произведениях поэт широко использовал автобиографические мотивы, его стихи носят исповедальный характер, наполнены размышлениями о ситуации в стране, о своей личной жизни, злоупотреблении алкоголем, любовных страстях. Скончался в 1974 году, будучи сбитым милицейской машиной. Творчество Топчия систематически не исследовано, литературоведами анализировались лишь отдельные его произведения и темы.

## Биография

### Харьков, немцы, лагерь
Леонид Иванович Топчий родился 10 (23) марта 1913 года в Харькове. По другим данным — 23 февраля 1913 года, или в 1914 году.
Стихи начал писать в школьные годы, смолоду приобщился к музыке и живописи. Окончил Харьковское художественное училище. Работал художником, маляром, землекопом, что принесло его поэтическому творчеству большую пользу с точки зрения знания жизни рабочих и их быта. Писал на русском языке. Состоял членом Союза советских писателей, занимал пост заведующего сектором по работе с молодыми авторами харьковского отделения Союза писателей Украинской ССР. Был сотрудником газеты «Харьковский рабочий», «Юный ленинец», активно публиковался в харьковском «Литературном журнале». В Харькове и Киеве издал две свои первые книжки стихов «У синего моря» (1940) и «Военное время» (1941). На украинский язык его произведения переводили Т. Масенко, В. Свидзинский.
Вещует сердце — быть беде,

Что попадусь я в лапы

Советскому НКВД,

Немецкому гестапо.
За то, что я двоих вождей

Стихами изобидел.

А я, по правде говоря,

Ни разу их не видел.
И с ними сроду не ходил

Ни пива пить, ни чаю.

Я просто правду говорил,

За что и отвечаю.
Я говорил, что даром мрёт

Несчастный человече.

Одних Иосиф на смерть шлёт,

Других Адольф калечит.
Кому ж ещё жалеть людей,

Как только не поэту,

А до обиженных вождей

Мне вовсе дела нету.
После начала Великой Отечественной войны был признан негодным и не попал в Красную армию из-за частичной потери зрения (по другим данным — плоскостопия). Не эвакуировавшись из Харькова, остался в городе ухаживать за тяжелобольным отцом. Уже в военное время печатался в газете «Соціалістична Харківщина», журналах «Советская Украина» и «Перець» с патриотическими поэмами, статьями и очерками о «силе русского духа и оружия», указывал, что «любимый город врагу не взять». В 1942 году на его стихи в сборнике «Боевые песни» была издана песня «Кавалерийская», положенная на музыку композитором С. Н. Тартаковским.
После того как Харьков заняли немцы, Топчий пытался активно участвовать в литературной жизни города, в 1941—1943 годах публиковался в газете «Нова Україна», выходившей при оккупационных властях. Часть штатных сотрудников газет на оккупированной территории сотрудничала с немцами вполне сознательно по идейным антикоммунистическим соображениям, пытаясь внести свою лепту в борьбу со сталинским режимом, донести до читателя идеи украинского национализма. Другие же просто приспосабливались к обстоятельствам, старались добросовестно делать своё дело для того, чтобы избежать депортации в Германию, или же пытались доказать свою полную лояльность новой немецкой власти и избежать наказания за свою предыдущую просоветскую деятельность, и именно такими соображениями, по мнению историков, объясняется сотрудничество Топчия с оккупационной прессой.
По словам Ю. Г. Бойко, поэт «крутился около редакции», но «доверия у нас к нему не было, и мы были правы». В коллективе газеты к Топчию сложилось неприязненное отношение как к русскоязычному поэту, ввиду чего он перестал бывать в редакции. Часто Топчия видели в потрёпанной одежде на городских улицах, он перебивался случайными заработками, трудился грузчиком, рисовал вывески. В советской литературе указывалось, что Топчий «после войны жил на Урале». На деле же он в 1944 году был необоснованно репрессирован по 58-й статье, отсидев десять лет в лагерях за сотрудничество в немецких газетах и нелицеприятную поэму о Сталине. На лесоповале потерял правый глаз. По другим данным, глаз ему выбил прикладом винтовки один из красноармейцев при вступлении советских войск в Харьков.

### Жизнь в Казани
В том, что с ним случилось, Топчий никого не обвинял, жил обычной жизнью после освобождения из лагеря, по-прежнему считая себя сыном Украины. В 1954 году переехал в Казань. Сотрудничал с газетой «Советская Татария» и журналом «Чаян», альманахом «Литературная Казань», занимал должность литературного консультанта в пионерской газете. Переводил с татарского языка произведения А. Исхака, Ш. Маннура, Дж. Тарджеманова. В 1959 году выпустил третий поэтический сборник под названием «Стихи», изданный Татарским книжным издательством. В дальнейшем стал автором таких книг стихов, как «Грядущий день» (1960), «Счастье моё» (1964), Разговор с читателем (1964), «Живу не для себя» (1970), выпущенных в Казани и Москве. По отзывам товарищей-литераторов, книги эти были малюсенькими, форматом с блокнот и толщиной лишь с ученическую тетрадку первоклассника. Также стихи Топчия были опубликованы в коллективном сборнике «Под Российским небом» (1983), в периодической печати. О его творчестве положительно отзывались А. Т. Твардовский и А. В. Смеляков.
Он мечтал о более полной книге, мечтал… Неустроенность преследовала его, но я не помню, чтобы он пожаловался на какой-нибудь недуг, даже простуда не брала его, хотя зимой он ходил в демисезоне и шляпе, вероятно, не по лихости, и при жаре точно необогретый. Хрупкий, из одних мышц, неизменно покашливающий, чтобы громко не рассмеяться. Однажды на одном семинаре, услышав поэтические жалобы молодой, довольной собой поэтессы, он сказал: «Нет, чтобы пойти поколоть дрова соседу! Размазывает себя по зеркалу, как кашу…». И это не было жёсткостью ветерана, а было сознанием долга работяги, мастерового.Кутуй о Топчем, 1983 год.
Страдая от хронического безденежья и бытовой неустроенности, Топчий тем не менее не разочаровался в жизни, не потеряв в своей душе чувство добра и надежды. Злоупотреблял алкоголем, к чему пристрастился во время войны, указывая при этом, что «не пьют только больные, гебисты и карьеристы». Был героем множества анекдотических историй из жизни казанских писателей, связанных с алкогольными приключениями, в которых неизменно фигурировала его с пиратской повязкой голова. Неоднократно задерживался милицией в пьяном виде, но в конце концов там решили больше не доставлять его ни в отделение, ни в вытрезвитель, а везти прямо домой из уважения к его поэтическому творчеству. По словам Р. А. Мустафина, Топчий был «личностью, которая не вписывалась в лицемерную тоталитарную эпоху»: «Может, он оттого и пил, и буянил, что не хотел быть обывателем. Терпеть не мог угодничества и фальши».

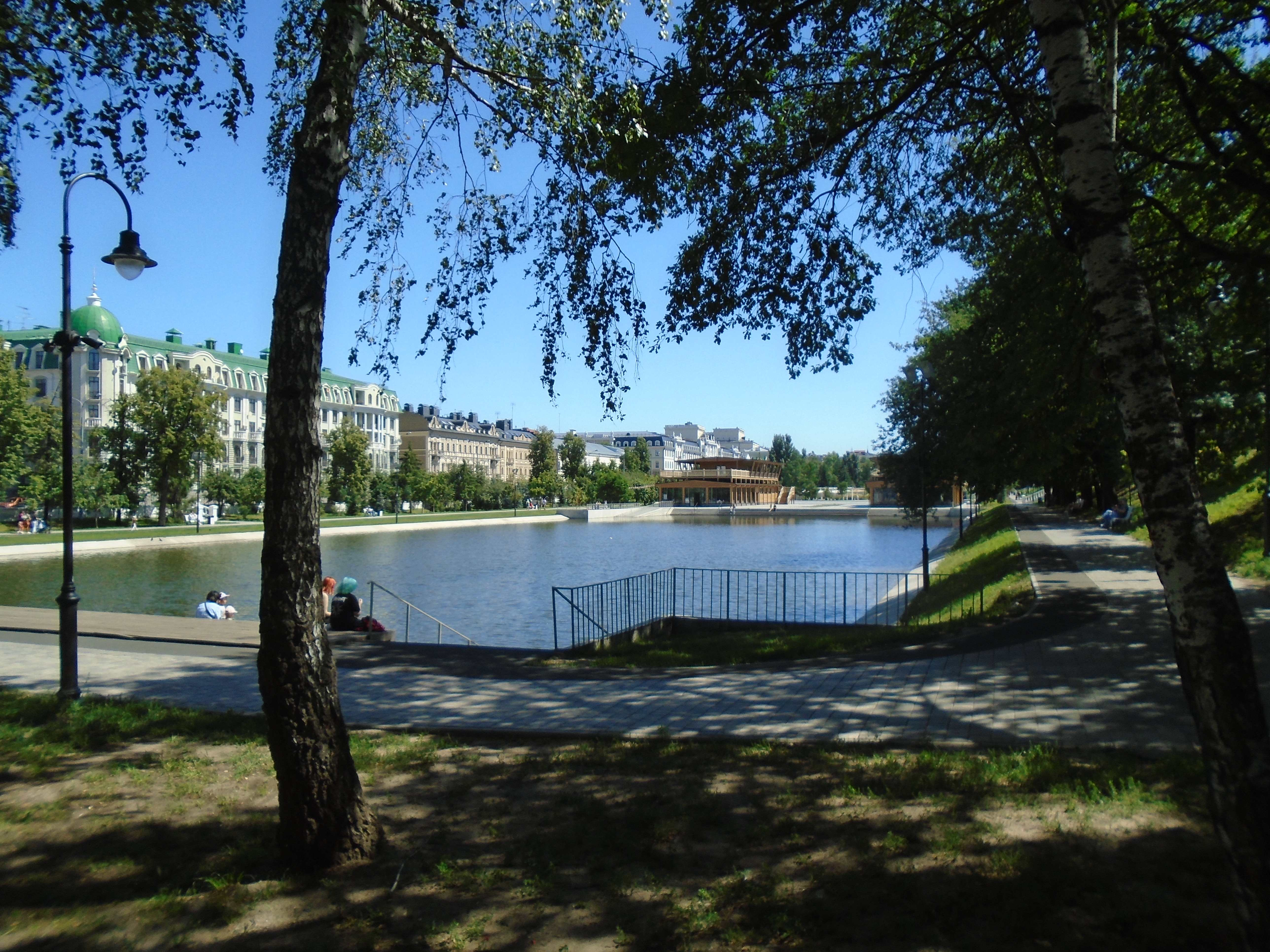
Чёрное озеро, Казань

Часто Топчия можно было встретить на улице Баумана или в парке «Чёрное озеро», где он писал стихи, сидя с блокнотом на лавочке. Своей колоритной фигурой в развевающемся на ветру плаще он напоминал такого же одноглазого адмирала Нельсона. Неоднократно подавал заявления в Союз писателей Татарской АССР с просьбой о творческих командировках в районы республики для работы над стихотворениями и поэмами о рабочих и сельских тружениках, но часто получал отказы, а когда его настойчивые просьбы наконец удовлетворяли, то потом писал на местное начальство разоблачительные памфлеты. Не признавал никакого начальства и авторитетов, критиковал местную писательскую организацию за «раболепие перед обкомом». Особенно Топчий не терпел карьеристов от литературы, указывая следующее: «Выбей из-под него чиновничье кресло — и он никто, пустое место. А вот спихни поэта с табурета, он всё равно поэт». Как исключённый из Союза писателей, в дальнейшем неоднократно ходатайствовал о восстановлении, но безуспешно. В 1971 году вместе с писателями Ю. В. Белостоцким и А. Х. Такташем был допрошен сотрудниками КГБ по поводу распространения «Хроники текущих событий» и материалов самиздата в казанских литературных кругах.
Топчий был высоким, кряжистым, худощавым человеком, с длинными жилистыми руками и узловатыми пальцами, лицо его было изрезано плохо зажившими шрамами и рубцами со времён лесоповала, ходил Топчий с чёрной повязкой на глазу, словно адмирал Нельсон, в длинном с развевающимися полами плаще, пошатываясь на ветру, в единственной паре брюк с растянутыми коленками, представляя из себя колоритную фигуру в писательской среде Татарии. При всём своём внешнем виде отличался хорошей образованностью и начитанностью, практически наизусть знал С. А. Есенина, играл на фортепиано, писал картины маслом. Также подрабатывал написанием надгробных эпитафий, продажей лирических пейзажей. По образу жизни и поэзии был схож с другими казанскими поэтами Г. Н. Капрановым и Ю. А. Макаровым, дружил с писателями-фронтовиками Т. К. Журавлёвым, Г. А. Паушкиным, В. И. Костригиным. У Топчия была жена — Валентина Ивановна (дев. Денисова), а также дочь Марина (р. 1956), которой, по её словам, старались не напоминать, что у неё есть отец и что он поэт, а сам Топчий боялся навредить ей своим образом жизни. В дальнейшем жил в фактическом браке с поэтессой Юлией Бадер-Дубяго, также репрессированной. Проживал на улице Галеева, дом № 8.
Теперь уже редко кто помянет его имя в разговоре. А было время — почти каждый день можно было встретить Леонида Ивановича Топчия на улице Баумана. Я воспринимал его как много вытерпевшего человека, поэтому и неприхотливого, однако со своими «перепелами» за пазухой. Он легко нёс крест судьбы, не перекладывая груз на чужие плечи. «Легко» — обманчивое слово, ведь смотрелся он как худой старик в буграх и подживших ссадинах. В сущности, ни от кого не зависел. Мог уйти и растаять, как внезапное снежное облако, объявиться в другой местности и прижиться. Способность жить везде просвечивала через кожу странника. Время от времени он писал картины маслом, простенькие пейзажи. Для кого? Зачем? Наверное, мог бы сочинять музыку, если бы под рукой был инструмент. Но бумага и перо, самое необходимое, самое непритязательное, оказались наиболее пригодными для душевного разговора.Кутуй о Топчем, 2003 год.

### Смерть, память
Леонид Иванович Топчий скончался 24 сентября 1974 года в Казани. За десять дней до того, 14 сентября, его в районе улицы Восстания сбила милицейская машина, нетрезвого Топчия без документов при себе приняли за бомжа и отвезли в больницу. Перед смертью Топчий ненадолго пришёл в себя, спустя несколько дней поисков его, наконец, нашла Бадер-Дубяго, и поэт успел с ней проститься. По другим данным, на него наехала машина скорой помощи или же фургон вытрезвителя. Похороны прошли 27 сентября при помощи Союза писателей в лице М. Д. Зарецкого и Ю. В. Белостоцкого, дочь впервые увидела отца лишь в гробу. Похоронен был Топчий на Арском кладбище. По отзывам коллег, кончил он свою жизнь трагически, как и жил, так и не дождавшись оправдания в качестве жертвы репрессий.
Большинство стихов Топчия при его жизни так и не было опубликовано по цензурным соображениям. Третий и последний казанский сборник поэта под названием «Моя золотая осень» вышел уже посмертно, в 1983 году. В 1993 году посмертно реабилитирован благодаря стараниям дочери, Марины Рахматуллиной, получившей соответствующее извещение из Киева. Долгие годы, на протяжении порядка тридцати лет, рукописи Топчия бережно сохранял его друг — поэт Р. Кутуй, у себя дома в довоенном дерматиновом чемодане.
В 2003 году вышел сборник стихов «Воскрешение», выпущенный издательством при редакции журнала «Казань». Книга была издана под редакцией дочери Топчия, которая собрала все известные рукописи и опубликованные произведения, разобрала почерк и малопонятные места, представив читателю наиболее значительную часть творческого наследия своего отца, отражающую мироощущение поэта и понимание им исторических событий. Сам Топчий при жизни не стремился к славе, после себя он оставил сотни стихов, десятки поэм, а также переводы, однако творчество поэта не подвергалось комплексному анализу и остаётся малоизученным со стороны литературоведов.
Он любил простые вещи, потому что сам был простодушен. За хитреца и пролазу его мог принять разве лишь какой-нибудь обалдуй. Его почему-то непременно хотели «улучшить», перевоспитать по другому. Такая была нравоучительная полоса в нашей застойной жизни: и выглядел-то он не на уровне, и стихи писал не о том, и паспорт измят, задрипан, и служит нигде, без пригляда-привязи обходится, словом, горемычен, подозрительно одноглаз, недолговечен. А на поверку-то вышло другое: была сокрытая глубина жизни, глубина правды, сторонящаяся парадных восклицаний. Мелкое сито цензуры не позволило прийти к читателю многим его стихам. Эта книга восполняет то, что не было сделано при жизни автора.Кутуй о посмертной книге Топчия, 2003 год.

## Очерк творчества

### Военная лирика
Двадцать лет стоял на пьедестале,

А потом пошёл вдруг старшина

Поглядеть, какие люди стали,

Как живут родные и жена.
Подошёл к покинутому дому,

Постучал в заветное окно,

А жена готовит стол другому,

Растерялась, не был ведь давно,
Умер ведь и вдруг стоит покойный.

Быть беде. Однако проняло.

— Ничего, — сказал, — живи спокойно,

Бабам одиноким тяжело.
Я же мёртвый, каменный,

Я память. А его, живого, уважай.

Вижу, что живёшь со стариками,

Стариков моих не обижай.
Вот и всё, наведался и будет.

А своим соседям молвил так:

— Вижу, что живёте вы как люди,

Вижу, злых не держите собак,
От других не прячетесь, свои же.

Все свои же вы. — И строгим стал. —

Я хотя и каменный, но вижу,

Вижу всех, кто совесть потерял.
Вижу, угостить меня хотите,

Что же, я не против, буду рад.

Поднести хотите? Подносите,

Тут уж я не камень, а солдат.
Вижу я, что добрые вы души,

Значит, я недаром воевал. —

И пошёл. В селе гармонь послушал

И спокойно стал на пьедестал.
Стихи Топчия в значительной степени являются автобиографичными, носят исповедальный характер, отражают сложный жизненный путь автора и неординарное восприятие окружающей действительности, благодаря чему дают возможность читателю понять сущность противоречивой личности, составить представление о его мировоззрении. Это своеобразная энциклопедия жизни, которая рассказывает читателю об любви, измене, гордости, поиске смысла существования, потере жизненных ориентиров, физических дефектах, духовных недугах, пороках и грехах. Лирический герой Топчия — простой человек, солдат Великой Отечественной войны, труженик послевоенных лет. Он является художественным двойником поэта, через которого автор раскрывает своё с героем идейно-психологическое сходство, ту же эпатажность, жадную любовь до жизни, уважение к свободе, собственную человеческую индивидуальность. В стихотворениях о родине Топчий выступил достойным продолжателем традиций есенинской поэзии, покоряющим читателя певучестью и силой чувства, восторженно-любовным отношением к природе, изложенными не для тонких ценителей, но для простого трудового народа. Много поэт писал и о лагерной жизни, был предельно искренен и говорил, что не хочет сочинять «миллионный стих про Ильича», указывая с простотой Дон-Кихота вещи, не всем понятные тогда: «Мне кажется, не будет объявленья, / Подчёркнутого красным сверху вниз, / О том, что завтра утром, в воскресенье, / В России состоится коммунизм».
Война вообще занимает одно из центральных мест в творчестве поэта, хоть Топчий и не участвовал в боях, поэтому ему «пришлось перо приравнять к штыку». К числу значительных образцов военной лирики относятся такие стихи, как «Берёзка», «Памятник», «Не забудьте…», отличающиеся простой напевностью строк и пронзительностью интонации, а также знаменитая «Гармонь», уже давно ставшая русской классикой. Поэта интересует прежде всего обыденность, жизнь во всех её проявлениях, к осмыслению которой Топчий подходит со всем своим грузом жизненного опыта и ведёт читателя к познанию вечности, гармоничному существованию в настоящем, помня прошлое и совершенствуя будущее. Поэт выражает уверенность в том, что все люди рождены для счастья, тогда как истинными героями войны являются простые солдаты, а понимание им войны сродни толстовскому. Для поэзии Топчия характерны простота и безыскусность интонации, войну и её последствия автор описывает без прикрас как никого не щадящую болезнь. Поэт сам, как представитель «потерянного поколения», не нашёл смысла жизни и разрушал себя алкоголем, так и его герои забываются в спиртных напитках, убегают от одиночества, отчуждённости, пустоты, страха перед прошлым, тоски и боли.
Для поэта люди одинаковы во время времена, равно как война всегда остаётся войной, смерть смертью, а слава славой. Одинаковость войн, хоть Отечественной войны 1812 года, хоть Великой Отечественной войны 1941—1945 годов, раскрывается в стихотворении «Фили». Действие решено глазами ребёнка — девочки, наблюдающей с печи за военным советом под начальством главнокомандующего М. И. Кутузова: «Девчонка смотрела с печи, / Едва одолев свой страх / На знатных господ при встрече / В крестьянской избе в Филях». Девочка страшится неизвестных людей, но любопытство берёт верх, и её замечает даже сам Кутузов, обращение которого воспринимается ребёнком как важная миссия: «Понятно, про то ни слова, / Что слышала здесь». Вначале перед читателем предстаёт робкая девочка, которая в дальнейшем будто становится суровее, причём Топчий по отношению к ней употребляет эпитет «запечный сверчок», подчёркивая возраст, образ жизни и уровень образованности своей лирической героини. Поэт проводит мысль о том, что даже самые маленькие и несмышлёные страдают от войны, детям приходится голодать, быстро повзрослеть перед лицом испытаний и будто физически состариться: «Посмотришь — сама как палец, / А вникла в разговор гостей. / Насколько война печалит / И старит она детей». Людей, собравшихся у неё дома, девочка воспринимает как гостей, делит с ними печаль и грусть от осознания близости врага, однако Топчий даёт надежду на будущую победу («Отечеству доводилось / Не раз выходить из тьмы»), на исцеление родины и всех её жителей от духовных недугов («Отечество — наша сила, / Отечество — это мы»). Выраженный им патриотический пафос передаёт основная мысль стихотворения, заключающаяся в том, что защита страны возможна лишь при объединении всех сил, а единственное, что всех объединяет и делает сильнее, — это Родина.
Играл германец на гармонике

Вокруг толпившимся друзьям,

Мотив выдавливая тоненький,

Совсем чужой её мехам.
Играл баварец складно, худо ли,

Но не качал он головой,

Не поднимал её от удали,

Не опускал её с тоской.
И как бы клавиши ни гладила

Пришельца бледная ладонь,

С чужою песнею не ладила

Военнопленная гармонь.
И даже вздрагивала вроде бы,

Мехами алыми дыша,

Как будто в ней по вольной родине

Рыдала русская душа.
В стихотворении «Горит свечи огарочек» Топчий рассказывает о жизни солдат между боями: «Сидят солдаты бравые / В землянке, как кроты. / Горит свечи огарочек, / Блестят на них кресты». Центральным местом произведения является остаток недогоревшей свечи, намекающий на то, что в землянке ещё теплятся жизнь и надежда на победу. В этой камерной обстановке до них не доносятся звуки внешнего мира, но солдаты готовы преодолеть холод, голод, смерть, убийство ради сострадания, взаимопонимания и любви, наступления счастливой и мирной жизни. В своих тёмных и холодных земляных укрытиях они набираются сил перед предстоящим сражением, спасаясь верой в Бога, также пытаются забыться с помощью песни. Поэт также отмечает, что воины не обходятся без употребления алкоголя, пьют «по чарочке» и «шкалику», что вкупе с весельем и пением, воспоминанием о любимых женщинах позволяет забыть о страхах и переживаниях, отвлечься от ужаса недавних боёв: «Сидят и пьют, радёхоньки, / Что живы. Пьют не зря. / За веру, за Отечество, / За батюшку царя». Интертекстуально произведение Топчия схоже со стихотворением «Давно мы дома не были» А. И. Фатьянова, на что поэт прямо намекает, заимствуя и переделывая фатьяновские строки ради достижения параллелей между двумя отечественными войнами: «Была такая песенка / В двенадцатом году. / Горел свечи огарочек, / Гремел недальний бой, / Налей, дружок, по чарочке, / По нашей фронтовой». Топчий проводит мысль о том, что во все времена основной причиной распития спиртного в армии является война, которая выступает как пожирающая душу болезнь, травмирующая людей как физически, так и духовно.
Тема физических и духовных дефектов раскрывается и в стихотворении «Старый ветеран». Его лирический герой вернулся с войны без ног, отдав родине «честно всё, что мог», однако та не ответила ему взаимностью: «Костыли — не ноги, / Пенсия гроши, / Ордена не кормят, / Это — для души». Ветерана не уважают, и не помогли ему с устройством жизни, война отняла у героя близких и родных, в результате чего он должен скитаться, голодать, страдать от одиночества, в результате чего единственным спасением опять становится алкоголь: «А на рюмку надо, / Только в том вопрос, / Чтобы эту рюмку / Кто-нибудь поднёс». Наравне с физическим, этот духовный порок преодолевает линию фронта, вторгаясь уже в мирную жизнь, превращая воевавших людей в потерянное поколение: «Я из тех, кого война убила, / Хоть в живых оставила». Топчий проводит мысль о том, что в таком положении ветеранов виновата реальная действительность, халатное отношение государства, которое выражает признательность за победу лишь на словах, а не на деле, в результате чего победители должны буквально ходить и просить милостыню, побираться на улице: «Вот и ходит с сумкой. / Старый ветеран». Не сумев адаптироваться, ветераны теряют смысл своего существования и потихоньку спиваются, так как война похоронила их молодость в боевых окопах, а повлиять на ныне существующую жизнь они уже не в состоянии. В таком понимании войны Топчий близок Э. М. Ремарку с романом «На Западном фронте без перемен», в котором она сравнивается с огромной воронкой, затягивающей в себя лучшие качества человека. Поэт указывает, что война — это вирус, заразивший как участников боевых действий, так и тех, кто в них непосредственно не участвовал. Героем стихотворения является духовно и физически большой человек, существующий в духовно больном обществе, не способном на искреннюю поддержку и помощь ветерану, которому само обязано жизнью.
Выработка собственного поэтического языка у Топчия заняла всю жизнь, вместившую в себя две мировые войны, десять лет лагерей, творческую нереализованность. В числе основных особенностей его стихотворного стиля критики отмечают ломаный ритм с обилием пауз, нестандартную сочетаемость слов, художественные комбинации звуков, а также все виды тропов — эпитеты, метафоры, антитезы. С их помощью Топчий пытался создать огромный, отнюдь не идиллический поэтический мир, состоящий из прошлого, настоящего и будущего, мир поэта «счастливой доли и несчастной судьбы». Все виды времён для поэта представляют единый сплав, поэтому в некоторых стихотворениях даже непонятно, в какой именно исторический отрезок происходит их действие, носящее вневременной характер, словно время и пространство замыкаются в бесконечности. Он и сам редко датировал свои стихотворения, поэтому дату их создания можно установить лишь приблизительно. Главным несчастьем своей жизни Топчий считал то, что многие стихи не доходили до читателя и были запрещены цензурой, так как ни в одном произведении он не сфальшивил, был правдивым с людьми хоть при Гитлере, хоть при Сталине, а значит, и не лукавил самому себе. Лишь в некоторых произведениях присутствует линейно-хронологическое время, как, например, в стихотворении «Вещует сердце — быть беде…», в котором с указанием на 1941 год поэт именно что смело обличает деяния двух этих вождей, положивших миллионы людей ради своих амбиций. Топчий был убеждён, что «не войной, не казнями, а словом надо научиться побеждать», но при этом признавал за Сталиным величие и силу характера, написав после выноса вождя из мавзолея такие «ядовитые» строки: «А вы, вороны и сороки, не троньте мёртвого орла». Будучи свидетелем военных лет, в одном из своих стихотворений Топчий прямо озвучивает свою послевоенную мечту: «И вот уже на свете / Покой и благодать. / Играют мирно дети, / Глядит счастливо мать. / Везде сады и скверы, / В фонтанах есть вода, / И милиционеры исчезли без следа».
Я — похожий на осень,

На белёсый туман в октябре,

Голова у меня,

Как трава по утрам в серебре.

Я — похожий на осень,

Но и осенью дни хороши,

Свежей зелени нет,

Но остался багрянец души.

Это я, это Топчий —

Листья те, что на землю падут, —

Может быть, их затопчут,

Может, бережно обойдут.
Как сама жизнь, так и лирика Топчия отличается противоречивостью, некоторой амбивалентностью к двум составляющим — информативной (интеллектуальность, точные знания) и психологической (эмоции, настроения, чувственный контакт с миром) антитезам. К примеру, в цикле стихов о смерти матери читатель узнаёт чисто информативные факты о погребальных традициях, «о простом, / Земном, житейском, тут же, у могилы», о том, что «дрова, мол, нужно заготовить в срок, / Покрыть железом дом». Так Топчий проводит мысль о том, что смерть — это тоже часть жизни, излагает свою жизнеутверждающую философию через разновременные глаголы («поплакали», «заговорили», «заготовить», «закусили», «не плакать», «пойте»), демонстрируя авторское отношение к миру, где нужно находить силы для дальнейшей жизни, продолжать чувствовать и писать. Значительное внимание поэт уделял и циклическому времени, из времён года у него чаще всего встречается осень («необычная», «чудная», «непохожая», «небывалая», «первая», «последняя»), затем лето, весна и зима, а из времени суток — утро и день. Такой выбор критики объясняют тем, что поэт сам находится в зрелом (осеннем, багряном, светлом, алом) возрасте, который выражает посредством употребления нетипичного тёмно-синего цвета, несущего в себе ощущение ранних сумерек, холода и покоя, нахождения на склоне жизни. Мироощущение лирического героя Топчия отличается динамизмом, обширным разнообразием чувств и настроений, главную роль в котором играет именно антитеза, приводящая к исповедальности лирики, нахождению контакта с читателем как близким поэту человеком.
Леонид Топчий ни в жизни, ни в поэзии не становился в позу угрюмого, отверженного человека. Он любил жизнь оптимизмом здорового сердца, предпочитая общение уединению. Вообще надо сказать, он не был привередлив, как будто наверняка знал, чтобы говорить просто о сложном, не надо прибегать к ухищрениям словесной вязи, а надо полюбить суть. Он словно тяготился метафорой, изысканной образностью речи, обходился без них, воссоздавая единый образ души «прозаичными» словами, довольствуясь высшей правдивостью чувства. О своём герое он не может и подумать плохо, он непременно возвысит его над своей черновой жизнью, точно извинится простуженным голосом: «Мы все — черновики для будущих людей». И опять же удивит признание: «Я всё дорогое тебе отдал, я всё потерял, чтоб тебя найти…»Кутуй о Топчем, 1983 год.

### «Исповедь»
Ложка — нож,

Ну и что ж?

Ложка — вилочка.

На столе лежит хамса

Рядом с килечкой.

Каша манная,

Ночь туманная,

Иссушила, извела,

Окаянная.

— Хватит, братцы, пировать,

Есть говядину.

Плясуну пятнадцать лет

Сроку дадено.

Гармонисту и певцу

Чуть поменее —

Очутились на войне

В окружении.

— Эй, ребята,

Шире круг.

Где подруги?

Без подруг.

И пошли туда-сюда

Кособочиться.

Веселись, моя душа,

Плакать хочется.
Основным объектом изображения в лирике Топчия являются физические и душевные недуги главного героя. В контексте автобиографичности творчества поэта критиками особо отмечается поэма с характерным названием «Исповедь», в которой он, однако, не кается в своих грехах перед богом, указывая, что «меня религия не трогает, для неё я с детства во греху». Поэма относится к авторской лирике и является исповедальным монологом одинокого поэта, портретом творческой личности, уставшей от разочарований, слабого человека со «слёзным взором», выбравшего маргинальность и эпатаж в качестве приёмов социального протеста. При описании своих духовных недугов, развившихся в физическую и социальную болезнь, поэт прибегает к личному для себя мотиву пьянства, опьянения, забытья, что становится одним из центральных мест произведения. Топчий словами своего лирического героя полагает, что употребление алкоголя ведёт к реализации себя как поэта, ведь «если б не вино, а только квас, / Ни поэта не было б, ни повести». Проводя мысль о том, что «неотделимо от поэзии душу возносящее вино», герой меняется, убегая от агрессии и недовольства в иную, возвышенную реальность, признаком чего являются употреблённые в стихах слова «млею» и «расплываюсь», такие возвышенные эпитеты по отношении к вину, как «возносящее» и «светлое». Прибегнув к мотиву творческого опьянения и опьянения ради вдохновения вслед за Дж. Г. Байроном, А. С. Пушкиным, А. А. Блоком, В. С. Высоцким, Топчий устами своего лирического героя признаётся в том, что спасением от обыденности и скуки для него является именно спиртное, ведь «чувств избыток, радость, вдохновение / Нам приносит доброе вино».
Пьянство может говорить о протесте поэта против несправедливого устройства государства, социального неравенства в обществе. Пережив 1917 год, Топчий признаётся: «Не нужна была мне Конституция, / Не был я ни беден, ни богат, / Не хотел войны и революции / И ни перед кем не виноват». Он указывает, что появление нового государства не привело к улучшению жизни народа, сам он не реализовался в этой политической системе, у многих «на уме — заморские товары», но нет средств их приобрести, а большевистский девиз «Свобода, равенство и братство» породил лишь новых «господ», совершающих посреди бедноты «барский выезд в облике машин». Сам герой осознаёт себя материально ущербным «простаком», который не может ничего изменить и донашивает свои «старенькие брюки» с «поношенным пиджаком». Поняв, что творчество не принесёт материальных благ, поэт-шестидесятник продолжает заниматься любимым делом, бунтуя с помощью пьянства, своего рода собственного орудия социальной борьбы. С детства отдавая всё заработанное родителям, никогда не имея средств для сытой и комфортной жизни, Топчий меняет своё представление о революции и через своего героя проводит мысль о том, что внешний вид не имеет значения, главное: «Было б слово „товарищ“, и плевать на слово „господин“».

Топчий с женой и дочерью, 1957 год

Поэт всю жизнь стремился к людям, мечтал быть полезным, помогал начинающим поэтам, а также мечтал о своём семейном счастье, ввиду чего важную часть в «Исповеди» занимает и тема любви. Первая его настоящая любовь была уведена «хмырём», учителем математики: «Вдалеке растаял белый фартучек, / Замутил туманом слёзный взор, / А меня оставил с фотокарточкой, / Бережно хранимой до сих пор». В дальнейшем герой Топчия часто влюблялся, порой разочаровывался, познал безответную любовь, но так и не смог найти подобное первой любви чувство, что сыграло роковую роль в его жизни. Мотив огорчений и обид относительно любви часто встречается в творчестве поэта, его герой мстит женщинам «за тоску мальчишескую», встаёт на путь прелюбодеяния: «Жён целуя, виноваты сами, / Молодых, красивых, чёрт возьми, / Я творил с издёвкой над мужьями, / Пожилыми сытыми людьми». Бросив законную жену, родившую ему дочь Марину, Топчий не простил себе этого поступка, всю его дальнейшую жизнь сопровождало чувство вины. Он указывает, что «слов магнит и горькое вино / Нас с тобой надолго разлучили», «но живу, тебя не забывая, / Дочь моя, похожая на сон». Главным достижением жизни поэт считал именно дочь, с которой почти не виделся, так как стыдился своего образа жизни и не желал ей мешать. Не имея возможности участвовать в воспитании и судьбе своего ребёнка, перед смертью Топчий пишет стихотворение «Дочери вместо письма», в котором адресует Марине слова любви и надежды на будущее. В «Исповеди» же он просит прощение перед дочерью: «И когда мне отсчитает лета / Жизнь моя и подойдёт конец, / Исключая звание поэта, / Просто назови меня: отец». Топчий словно предчувствует финал, ведь Марина по-настоящему познакомилась с творчеством своего отца уже после его смерти.
Лирический герой посредством поэта уверяет читателя, что как творческая личность жить по-другому не сможет. По оценкам критики, центральная фигура поэмы — это больная личность, болезнь которой заключается в низком политическом и социальном статусе, что привело к серьёзному духовному недугу и в конечном счёте к бунту. Герой во многом раскаивается, желает и предпринимает попытки переписать жизнь заново, хоть и признаёт это невозможным. Активная натура героя и его стремление к переменам выражаются в поэме посредством двухсложного ямба, который передаёт как смятение и тревоги поэта, так и быстротечность времени, осознание необходимости своего исповедования, раскаяния в содеянном. Окружающий мир создаётся посредством таких эпитетов, как «зелие отвратное», «разноцветные знамёна», «мятежный, жгучий, красный цвет», «желторотые дамы», «блудливые руки», «роза нерасцветшая», а городская атмосфера — с помощью соундального (звукового) кода из аллитерации («з», «р», «ж», «ш»), в которой отражены знакомые Топчию уличные порядки, звуки проезжающих машин, перекрёстные диалоги, чей-то плач. Собственный духовный мир поэта же раскрыт через глагольные метафоры («овеет холодом должный час и остановит кровь», «собирал я всё-таки объедки разве что со щедрого стола», «у слов душа в плену»). Таким образом, в поэме наличествуют два контрастных мира — клокочущий поэтический и равнодушный реальный, причём поэт выражает ненависть к окружающей пошлой действительности и одновременно раскрывает стремление своего лирического героя к очищению. «Исповедь», однако, при всей своей откровенности не является итоговым произведением Топчия, а лишь закрепляет уверенность автора в том, что его выслушают и поймут.

### «Потерянный мини-рай»
Признав все свои ошибки, но отказавшись менять своего лирического героя в «Исповеди», Топчий будто бы подготовил читателя к пониманию и восприятию своей следующей поэмы под говорящим названием «Потерянный мини-рай». Поэт излагает собственное представление о том, что такое рай, даёт понять, что это понятие символизирует для него духовное и телесное единение, выбрав героем поэмы — социального «маленького человека» со своим «мини-раем». Композиция произведения состоит из трёх частей — знакомство с прошлым героя, искупление грехов (рай), возвращение в мир обывателей — и решена в жанре эпистолярной поэмы, своего рода дневника, предполагающего предельных степеней искренность, достоверность и и исповедальность. В прошлом герой вёл суетную жизнь, но и пытался обрести покой, отбросить навязанные обществом социальные роли. Будучи женатым человеком, он признаётся что увлекался женщинами, агрессивно искал их внимания, был напорист и страстен, испытывал удовольствие от новой любви, радости встреч, остроты ощущений, ведь «если любишь — не таясь люби».
Я, друзья, не становился в позу,

Не читал пронзительных стихов.

Я в стихах предпочитаю прозу,

Из простых составленную слов.
В них делю я грусть мою и радость,

Посвящаю жизни весь свой дар,

Никаких мне почестей не надо.

И совсем убог мой гонорар.
Может быть, сбивался я с дороги,

Может быть, где нужно, не смолчал,

Но за все сомненья и тревоги

Я годами жизни отвечал.
Но всегда любил я час рассвета,

К ясным дням влекла меня мечта.

Хорошо, когда душа поэта

До конца открыта и чиста
Герой Топчия раздваивается, он то говорит о том, что не может быть постоянным в любви, то тоскует по земному тёплому чувству. Как творческая личность, он не может в отношениях без романтики, забывая во время запретных свиданий про суету жизни. Важным для героя является «сердцами скреплённый союз», который «не от разума — святое», он «для души и тела будто пир», хоть поэт и отмечает следующее: «Однолюбом никогда я не был, / Тут же сознаю свою вину, / Не судилось. Хоть хотелось мне бы / Обнимать бы женщину одну». Основным приёмом в раскрытии внутреннего мира героя поэмы являются повторы синтаксических конструкций («а вернее», «это чувство», «будто», «почему же»), которые свидетельствуют о том, что тот живёт эмоциями и чувствами, а не разумом, предпочитает любить, а не быть любимым. Герой стремится к настоящей и искренней любви, не подчиняющейся разуму — это чувство для него «вечно молодое» и одновременно «древнее, как мир». В этом противопоставлении поэт подмечает вековечность чувства, без которого нет жизни, но и то, что для каждого отдельного человека любовь является особенной и неповторимой, и не выбирает кого любить: «И она пришла, и не спросила: / Кто мы, что? Свободны ли сейчас? / Всё равно ей, в том её и сила, / Что она не спрашивает нас».
Тут Топчий и признаётся, что спасением от суеты современного мира для него становится алкоголь: «Я любил и пил вина немало, / Но преблаговидным вопреки / Никогда не пил под одеялом, / Запершись на все свои замки. / Чтоб потом приглаженным умытым / О великой трезвости трубить». Поэт исцеляется от этой зависимости только тогда, когда влюблён и чувствует себя нужным, давая интересную динамику образа лирического героя. В отличие от «Исповеди», здесь герою жалко своего времени, которое он потратил на увлечение спиртным — в эти моменты он мог бы любить, вдохновляться чувством и затем удивлять своего читателя. Время в этой поэме вообще играет особую роль, оно движимо и циклично. Начинаясь с желания пообщаться с читателем, повествование о настоящем времени трансформируется в точное определение времени и места действия, которое поэт не забудет никогда — «март, первый год». Местом действия второй части становится пространство, иронически названное «мини-раем», который представляет из себя уединённый уголок — это «покинутая дача»: «Вернее — домик в два окна, / А верней — домишко, не иначе, / Где кровать поставлена одна, / А верней — скамейка да подушка, / Да матрац, а ежели не так, / То всего вернее — раскладушка / И на ней завёрнутый тюфяк». Важным атрибутом этого «мини-рая» является собственно сад, являющийся олицетворением души — не прекрасные клумбы экзотических растений, а три «яблони-подростки», «гряда репчатого луку», петрушка и укроп: «Поглядишь – куриное именье, / Пусть оно такое, но своё». Рай для Топчия — не гостиница, не меблированная комната и не роскошный дом. Пейзаж довольно прост и лирический герой наслаждается природой как язычник, тут божественное в каждом лепестке, в солнце, в воздухе, именно это для него настоящий обетованный рай.
Поэзию Леонида Топчия я воспринимал как свежий сруб, даже не сруб, а обжитой крестьянский дом, крепко сложенный, лишённый украшений, с крапивой и полынью на задах и теплотой солнца на половицах в горнице. У этого дома есть маленькое крыльцо, нет, крылечко с козырьком, невысокий забор, перемахнуть через который пара пустяков, где сохнут на ветру сияющие банки для парного молока и глиняные горшки для простой пищи; есть всё полезное для здоровья и покоя в этом доме после большой работы в поле — прохлада в сенях и стол посерёдке, готовый в любую вечереющую минут принять гостя…Кутуй о творчестве Топчия, 1983 год.
Этот мир наполнен красками и запахами, лишён звукового диссонанса, в нём поэт посредством своего героя будто выздоравливает от своих пороков и недугов, забывает о проблемах и совершает этакое модернистское бегство. Рай для него также и естественность, свобода, отсутствие жизненных масок, то место, в котором можно быть правдивым с самим собой. Проводя мысль о христианском братстве, которого не хватает в современном мире, поэт отмечает, что «Нет здесь ни запоров, ни засовов, / Заходи, кто б ни был ты таков», выражая надежду что в будущем люди откажутся от лжи и станут свободными от социальных предрассудков: «Верю я, что люди в мире новом / Обходиться будут без замков». Атмосферу «мини-рая», в котором нет блюстителей нравственности и непорочности, дополняет единение тел: «Здесь никто не видел, как подушка / Уползла, свалилась наконец, / Как скрипела наша раскладушка / И биенье наших двух сердец / Не слыхал никто, никто не мешал / У замочных скважин и не лез / На шкафы, чтоб выше занавески / Видеть соблазнительный процесс». Выражая понимание райской гармонии тела и души, Топчий отрицает высокое духовное начало — отказывается от духа, присущего библейской трёхчастности человеческой природы, трихотомии. Поэт настаивает на двойственности сущности человека и не видит за собой никакой греховности, хоть и допуская мысль о своей порочности: «Нечего нам в праведники метить, / Стыд и срам – какая чепуха. Дети есть у каждого, а дети — / Плод сего святейшего греха». Таким образом, «рай» в понимании героя характеризуется духовной и физической свободой, в чём поэт приближается к философской его трактовке как места совершенной жизни в блаженстве, любви, гармонии между человеческим и божественным. Однако, лирический герой оказывается одинок, никем не понят, поскольку снял с себя все маски, проявив естественность и искренность во всех жизненных ситуациях. Главным грехом представляется потеря рая, и в точности также как в случае с ветхозаветным Адамом, и мечту разрушает именно женщина (жена).
Третья часть поэмы наиболее близка к эпистолярному жанру благодаря разговорному стилю речи, обозначению даты написания — «март месяц, год второй», обращением к адресату («Здравствуй, друг, прости и не печалься…»), а также посткриптумом-припиской в конце. Таким образом Топчий предпринял попытку погрузить читателя в свой внутренний мир, раскрыть свои переживания и мысли, полагая, что эпистолярность будет больше понята читателем. Прошёл год, сентиментально-романтический пафос сменяется драматическим, «мини-рай» остался лишь в воспоминаниях: «Мы с тобою были словно дети / В чувствах наших, / Были, как весна, / Позабыв, что есть на свете / Где-то муж и где-то есть жена». Его лирический герой был искренен, наивен, открыт любому соблазну, но это всё сменилось одиночеством, свобода и естественность пропали, остались лишь обязанности и «неисчислимая родня». Топчий отмечает, что любовь всегда должна появляться неожиданно, в новизну, пусть на склоне лет, «в тридцать, в сорок, даже в пятьдесят», и отсутствие такого чувства в жизни даже страшнее супружеской измены: «А оно бывает так, что даже / В двадцать лет лишиться можно сил / Ощутить всю жизненную тяжесть / В шестьдесят, что ты ещё не жил, / И уже одной ногой в могиле / Стоя, вдруг поймёшь, лишённый сил, / Что тебя ни разу не любили / И что ты ни разу не любил».
Я с головою седою, как пепел от табака,

Проживший уже полвека,

Стареть не хочу пока.

Да что там стареть, до самой

Костлявой этой карги

Буду идти я, твёрдо

Отмеривая шаги.

Буду идти навстречу

Веющим мне ветрам,

Буду идти сквозь чащу,

Идти по крутым горам.

Спать под открытым небом,

А раз это мне дано,

Женщин любить, с друзьями

Доброе пить вино.

Я не люблю уюта,

К чёрту особняки!

Зачем они мне,

Железом

Обитые сундуки?

Зачем оно, нафталином

Пропахнувшее тряпьё?

Зачем оно мне такое

Пустое житьё-бытьё?

Я — вольных людей потомок,

Живших, борьбу любя,

Живших для всех на свете,

Только не для себя.

Я верен свободным предкам,

Я верен своей стране.

И мне ничего не нужно,

И славы не нужно мне.

Я всё, что с собой имею,

Отдать вам, друзья, готов

Вместе с душой открытой

Этих моих стихов.
Рассказывая одновременно о счастье и об одиночестве, поэт пытается донести мысль о том, что любовь — это чувство временное, ведь муза и женщина не могут существовать вместе. Однако, герой отказывается от желаемого рая ради «однолюба» (своей жены), который «похныкал и простил» все нанесённые обиды. Он не пытается исправиться и совершает такой поступок не из любви к жене, а из жалости, ведь она много лет была рядом. Герой без лицемерия и обмана прощается как с возлюбленной, так и со своей мечтой о безоблачной жизни: «Прощай, прости. <…> Придётся своё чувство / Любящему в жертву принеси». Бывшей жене, Валентине Ивановне, вообще много посвящено стихотворений, в одном из них Топчий предельно откровенен в своём сожалении: «Мне понятно теперь, что золото / Разменял я на медяки. /Это мною уже проверено / Тяжело мне печаль нести, / Если счастье наше потеряно, / Значит, нужно его найти, / Значит, надобно жить нам заново / И по жизни вдвоём идти, / Валентина моя Ивановна, / Не жалей меня, но прости».
В постскриптуме поэт сообщает читателю, что «замок повесил на избушку», дороги в «рай» больше нет, его «окружили забором», «завели собак», «где-то спрятав нашу раскладушку и на ней завёрнутый тюфяк». Тем не менее его герой не теряет надежды на возвращение туда: «Заглянул туда бы по весне, / Поглядел на яблоньки и вместе / Погрустил бы с ними обо мне». Он искушается прошлым, мечтая о прекрасном и запретном чувстве, будто выраженном в молодой и только распускающейся яблоньке, подобно христианскому мифу о совращении Евы и Адама. Вскоре воспоминание сменяется настоящим наваждением, когда герой хочет разорвать отношения с женой и рассказать ей всю правду об измене, думая лишь только о предстоящей встрече с настоящей возлюбленной в ожидании урагана страсти: «Но всего важнее наша встреча / И за ней грядущая любовь». Поэт посредством героя не только забывает об обязательствах и времени, но и разрушает хронологию поэмы, стирает границы времени и пространства: «Где бы мы ни встретились впервые — / В городском саду или в кино, / Или где пески береговые / Гладят волны, это всё равно. / Ясный день тогда был, то ли вечер / Или ночь, не важен час любой». Констатируя факты, Топчий пытается анализировать причины поведения своего «Я» и своего порока, приходя к выводу о том, что грех порождает грех, а причина «наваждения» кроется в одиночестве героя, которого не понимает жена — она не любит стихов и прогулки, не понимает стихов, становится для него чужой: «В доме я потерянная личность, / Во главе всегда стоит жена, / Уезжай хоть к чёрту на кулички — / Всё равно и там найдёт она. / И тогда конца не быть злословью…».
Все переживания приводят к нарушению данного слова, к новой измене, ведь герой не намерен мириться с тем, что мире нет настоящих чувств, свободы и естественности — он не готов сохранять отношения для вида и жертвовать своей настоящей любовью ради общества: «Почему же мы, а не они?». Он также и не понимает как можно наказывать тех, кто повинен в любви, их нужно судить не разумом и не законом, но человеческим сердцем и чувствами, ведь «все мы в мире этом виноваты». Герой снова забегает в «мини-рай», где ничего не изменилось, тот же самый «домик в два окна», «кровать поставлена одна», «завёрнутый тюфяк»: «Всё мне здесь и дорого и близко, / Всё стоит как будто по местам». По мнению Топчия, обрести этот рай может каждый, стоит лишь отказаться от лицемерия: «Заходите, будьте здесь, как дома». На протяжении всего повествования лирический герой Топчия пытается избавиться от одиночества, хочет чтобы с ним согласились, ищет понимания, и из-за откровенности поэта читатель просто не в состоянии осудить его. Эта страдающая личность, которая не знает доверительных отношений в семье и переживает профессиональную неустроенность, в конце концов скатывается в пьянство, поэтому поэт часто говорит о себе как о пропащем и и пытается сбежать в мини-рай, где пытается обрести смысл жизни и надежду на возрождение. В сравнении с «Исповедью», героем которой является маргинальный бунтарь, в поэме «Потерянный мини-рай» Топчий демонстрирует беспощадность к самому себе, идёт под суд собственной совести, от которой не может скрыть никакой проступок. Желая исповедаться и покаяться за свои грехи, Топчий не надеется на прощение своего читателя, но своей откровенностью перед ним духовно возрастает, проникая в глубины собственной души.
Леонид Топчий русский поэт не по ранжиру известности, а по самому биению строки, пульсу, его известность ещё предстоит утвердить, в этом я убеждён… Он не стыдился простых одежд стиха, как скромность не стыдится ряженых. А между тем он не был так прост, как казалось. Он безошибочно «чуял» человека, просверливая его глазом насквозь да ещё исподволь. Это удаётся только сильному «личностному» полю — ощупать собеседника издали, зрением внутренней энергии определить пласт культуры. Он был умудрён как знанием, так и опытом. И странно выглядели его корявые руки лесоруба на нежных клавишах фортепиано… Уходим лишь мы от него — сказал бы сейчас семидесятилетний поэт Леонид Топчий. У него было много приятелей, меньше — друзей, но гораздо больше воспринимающих его поэзию, породнившуюся с Казанью не для праздного отдыха, а по необходимости жизни.Кутуй о Топчем, 1983 год.